# Jiří Patera
Jiří Patera (10. října 1936 Zdice – 3. ledna 2022) byl česko-kanadský teoretický fyzik a matematik. Byl profesorem na Université de Montréal, pracoval v Oddělení matematických výzkumů (Centre de recherches mathématiques, CRM).

## Život a dílo
Po maturitě na gymnáziu v Děčíně studoval teoretickou fyziku na Moskevské státní univerzitě M. V. Lomonosova. V Moskvě se i oženil. Po návratu do Československa pracoval v Ústavu jaderné fyziky ČSAV v Řeži. V roce 1964 získal doktorát na Karlově univerzitě v Praze. Krátce nato emigroval do Kanady.
V roce 1965 se stal postdoktorandem na kanadské Université de Montréal a začal pracovat na aplikaci Lieových grup v teoretické fyzice. V letech 1965–1972 publikoval řadu prací z oblasti konstruktivní teorie reprezentace kompaktních Lieových grup. Tato práce vyvrcholila v roce 1981 publikací (společně s W. G. McKayem) Tables of dimensions, indices and branching rules for representations of simple Lie algebras. Po roce 1982 spolupracoval dále v této oblasti s R. Moodym a publikoval řadu zásadních prací.[zdroj⁠?!]
Po roce 1992 se zabýval matematickou teorií kvazikrystalů, resp. obecněji matematickým studiem aperiodicity v dlouhém dosahu. Později se zabýval také aplikacemi v kryptografii, při zpracování obrazu a vývoji generátorů náhodných čísel.
V lednu 1997 byla v Montrealu k uctění jeho šedesátých narozenin uspořádána zvláštní konference na téma Algebraické metody ve fyzice. 15. června 2004 mu Kanadská asociace teoretických a matematických fyziků (CAP-CRM Prize in Theoretical and Mathematical Physics) udělila výroční cenu.
Po roce 1989 spolupracoval s Českým vysokým učením technickým v Praze. V roce 2005 mu byl udělen čestný doktorát.